# Flueggea jullienii
Flueggea jullienii là một loài thực vật có hoa trong họ Diệp hạ châu. Loài này được (Beille) G.L.Webster mô tả khoa học đầu tiên năm 1984.